# Operação Unfair Play

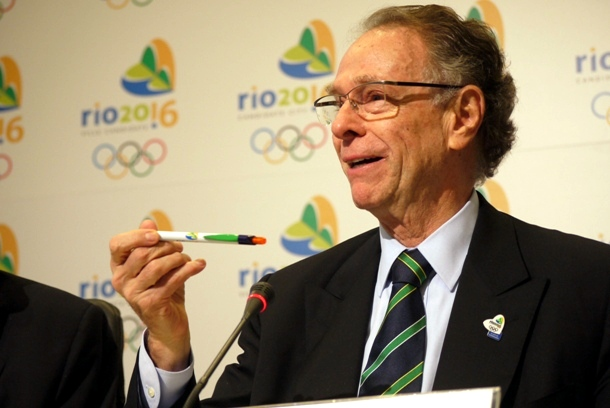
Carlos Arthur Nuzman.

Operação Unfair Play é uma operação da Polícia Federal em conjunto com o Ministério Público Federal que investigou e prendeu, no dia 5 de outubro de 2017, o presidente do Comitê Olímpico Brasileiro (COB) e do Comitê Rio 2016, Carlos Arthur Nuzman. Seu braço-direito Leonardo Gryner, ex-diretor de marketing do COB e de comunicação e marketing do Comitê Rio-2016, também foi preso. A Unfair Play é um desdobramento da Operação Lava Jato que investiga a compra de votos para eleger o Rio de Janeiro como cidade-sede dos Jogos Olímpicos de Verão de 2016. A operação foi motivada por um pedido do Ministério Público francês, no fim de 2016, após encontrar indícios de corrupção na candidatura do Rio em investigação sobre doping no atletismo.
Nuzman e Leonardo foram presos na segunda fase da operação, batizada de Unfair Play segundo tempo. Segundo o Ministério Público Federal (MPF), Nuzman tentou regularizar 16 barras de ouro de um quilo cada, após a primeira fase da operação. Ainda de acordo com o MPF, nos últimos dez anos o patrimônio de Nuzman cresceu 457 por cento, sendo parte deste dinheiro em paraíso fiscal em ações de offshore nas Ilhas Virgens Britânicas.
Enquanto Nuzman, que chegou a trazer Luiz Inácio Lula da Silva e Pelé como testemunhas, negou todas as acusações, o ex-governador do Rio Sérgio Cabral Filho declarou que gastou US$2 milhões para comprar votos de membros do Comitê Olímpico Internacional. A sentença de Nuzman, que deveria ser entregue pelo juiz Marcelo Bretas no fim de 2020, ainda estava pendente em julho de 2021.

## Antecedentes
A Operação Unfair Play ocorreu pela iniciativa do ex-dirigente esportivo brasileiro Eric Maleson, que foi presidente da CBDG (Confederação Brasileira de Desportos no Gelo). Maleson delatou Nuzman às autoridades francesas, afirmando que Nuzman poderia ter sido preso há pelo menos quatro anos, quando a  Polícia Federal (PF) iniciou a chamada Operação Cabo de Guerra, e que teria tido pressão de Brasília para encerrá-la.

### Farra dos Guardanapos
A "Farra dos Guardanapos" foi como ficou conhecida uma reunião festiva ocorrida em 2009, onde o então governador do estado do Rio de Janeiro, Sérgio Cabral foi flagrado confraternizando com seus correligionários em um restaurante em Paris usando guardanapos amarrados na cabeça. Apesar de ter ocorrido em 2009, esta "festinha" só veio a público em 2012, após fotos do evento terem sido publicadas pelo blog do ex-governador Anthony Garotinho, que afirmou que a festividade fora paga com o dinheiro dos contribuintes. À época, Cabral confirmou a veracidade das imagens, alegando que foram tiradas numa viagem oficial em que ele foi receber a Medalha Légion d’Honneur do governo francês.
Segundo apurou o Ministério Público Federal do Rio, porém, esta "festa" na verdade foi um evento de comemoração antecipada pela escolha do Rio como cidade-sede dos Jogos Olímpicos de 2016. Conforme relata a procuradora do MPF do Rio, Fabiana Schneider, na ocasião, Cabral teria apresentado Nuzman ao empresário Arthur Soares, mais conhecido como "Rei Arthur", que foi o responsável pelo pagamento de US$ 2 milhões, no esquema de compra do voto do presidente da Federação Internacional, Lamine Diack. Ela afirma ainda que há forte suspeita de que nesse evento outros membros do comitê eleitoral para a Olimpíada de 2016 tenham recebido propina para escolher o Rio como cidade-sede.
Participaram da “farra dos guardanapos” o ex-governador Sérgio Cabral, o ex-secretário de Saúde Sérgio Côrtes, o ex-secretário de Governo Wilson Carlos, o dono da empreiteira Delta Construções, Fernando Cavendish, o empresário Georges Sadala, Carlos Arthur Nuzman e Leonardo Gryner.
Na linha do tempo traçada pelos investigadores do Brasil e da França, o jantar em que ocorreu a "Farra dos Guardanapos" ocupa papel de destaque na suspeita de compra de votos africanos, já que o evento ocorreu apenas duas semanas antes da transferência dos U$ 2 milhões de Arthur Soares a Papa Diack. Fabiana Schneider, procuradora do MPF do Rio, explicou que o evento aconteceu no dia 14 de setembro de 2009 em Paris, e que no dia 23 do mesmo mês ocorreu a primeira transferência bancária confirmada por meio de cooperação internacional da Matlock Capital Group, empresa de Arthur Soares, com sede em Miami, nos Estados Unidos, para a conta de Papa Diack, que é filho de Lamine Diack. Ainda segundo a procuradora, no dia 29 de setembro de 2009, a Matlock fez dois depósitos, um de R$ 1,5 milhão na conta da empresa Pamodzi Consulting, cujo dono é Papa Diack, e mais US$ 500 mil numa agência do Senegal. No dia 2 de outubro de 2009, poucos dias depois, acontece o evento na Dinamarca, em Copenhague, em que o Rio de Janeiro vence e ganha a posição para sediar os jogos olímpicos.
Conforme relatado pelo jornal O Globo, na manhã anterior a esta festa, e também na manhã seguinte, houve duas reuniões técnicas para discutir como seria apresentada a candidatura do Rio, ocorridas no salão de convenções de um hotel, em Paris.